# Amorosa visione
L'Amorosa visione è un poema allegorico in terzine di endecasillabi scritto da Giovanni Boccaccio.
L'opera venne scritta da Boccaccio tra il 1342 e il 1343 e ci è pervenuta in due diverse versioni: la prima è quella ripresa nell'edizione critica a cura di Vittore Branca, mentre la seconda è tratta dall'edizione stampata nel 1521 "In aedibus Zannotti Castellionei impensa D. Andreae Calvi", a cura di Claricio, che riprodurrebbe una nuova stesura dell'opera da parte di Boccaccio, tra il 1356 e il 1360.

## Struttura dell'opera
L'opera è composta da cinquanta canti brevi in terzine dalla forma e dalla struttura tipicamente dantesca. La tecnica usata dall'autore è molto artificiosa e il testo appare come un unico acrostico dove ogni lettera delle parole che compongono i tre sonetti iniziali corrisponde, in ordine progressivo, alle prime lettere con cui inizia ogni terzina.

Ai tre sonetti iniziali, dei quali i primi due caudati e l'ultimo rinterzato di diciassette, sedici e venticinque versi, con dedica a Fiammetta,
 Seguono cinquanta canti composti da ottantaquattro versi (esclusi il ventiseiesimo di novantuno versi, il quarantaquattresimo di ottantacinque e il cinquantesimo di novantaquattro).
L'opera è scritta in prima persona da una voce narrante.

## Trama
Il protagonista, colpito dalle frecce d'amore di Cupido per Fiammetta, si addormenta e sogna di andare errando per luoghi deserti, quando incontra una donna che lo invita a seguirla conducendolo ad un castello che ha due porte: quella a destra è piccola e stretta e conduce alla virtù, mentre quella a sinistra è grande e larga e promette ricchezza e gloria mondana.
Lasciandosi convincere da due giovinetti, egli sceglie la porta più larga e attraversa numerose sale sulle cui pareti sono affrescati i trionfi della Sapienza, della Gloria, degli Avari, dell'Amore, della Fortuna e di una donna gentile. Si convince così "che questi ben terren son veramente/que' che a' vizi ciascun mettono sotto"  e segue la sua guida perché lo conduca a vedere le cose "gloriose ed etterne" .
Per prima cosa scorge una fontana di marmo sulla quale spiccano quattro cariatidi che rappresentano simbolicamente le quattro virtù cardinali, tre piccole statue di donna, simbolo dell'amore puro, dell'amore carnale e dell'amore venale e tre teste di animali, un leone, un toro e un lupo che simboleggiano la superbia, la lussuria e l'avarizia.
In seguito entra in un giardino dove passeggiano donne leggiadre, tra cui riconosce Fiammetta. I due si allontanano in un "loco (...) soletto tutto"; ma quando egli cerca di possedere la donna desiderata il sogno svanisce. Risvegliatosi, si ritrova così accanto alla guida che lo rimprovera e gli dice che potrà raggiungere quello che desidera solo seguendo la virtù e lasciando i beni mondani.
Il poema termina con una invocazione alla donna amata perché sia verso di lui pietosa:
di biltà fonte, com di luce sole,

rimirate alla fiamma che nascosa

dimora nel mio petto, ed ispegnete

quella con l'esser verso me piatosa»